# Bredkaveldun

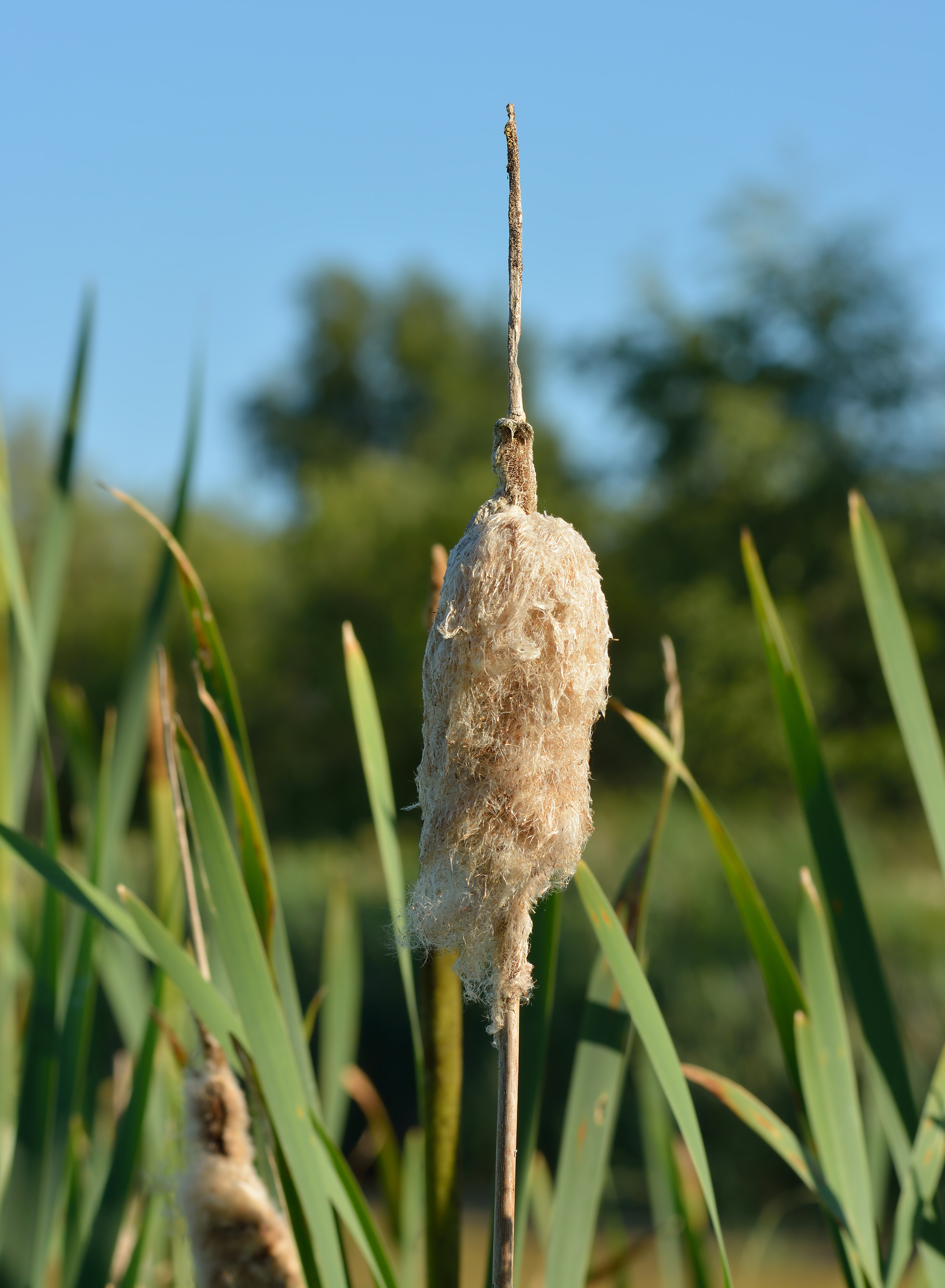
Kolv med mångtusentals behårade mogna frön

Bredkaveldun (Typha latifolia) är en flerårig vattenväxt tillhörande familjen kaveldunsväxter.

## Beskrivning och ekologi
Bredkaveldun blir en till två meter höga och känns igen på de bruna tätt kolvlikt packade honblomställningarna, som också inspirerat till artens namn. Plantan har både hon- och hanblommor, men honkolven är normalt den man först lägger märke till. Hanblommorna sitter också tätt samlade, precis ovanför honkolven, men sitter inte lika tätt och samlingen hanblommor är inte heller lika tjock. Bladen är 8 till 25 millimeter breda och kan ibland ha en något blågrön ton.
Bredkaveldun växer vanligtvis tillsammans i stora bestånd i relativt grunt kväverikt sötvatten. De blommar från juli till augusti. 
Om man tar in ett kaveldun inomhus i slutet av blomningen, tenderar blomställningen att explodera och sprida sina frön över hela rummet.

## Särskiljning och karaktärsdrag
Arten på det stora hela är enkel att känna igen och kan egentligen bara blandas ihop med smalkaveldun. Hybrider mellan bred- och smalkaveldun förekommer men är sällsynta. Det enklaste sättet att skilja på bred- och smalkaveldun är att undersöka han- och honblomställningarnas placering. Smalkaveldun har i regel en till två centimeter bar stjälk mellan blomställningarna (kolvarna) medan bredkaveldunets blomställningar sitter direkt inpå varandra. Bladen påminner möjligen lite om bladvass men har inte något "bett" på mitten, de är också vanligen bredare än bladen hos smalkaveldun vars blad sällan blir mer än en centimeter breda. Bredkaveldun växer också generellt på grundare vatten än smalkaveldun.

## Sorter
Arten används ibland som prydnadsväxt. Det förekommer några namnsorter:
- Aureovariegata - bladen är strimmiga i grönt och gult.
- Varigata - bladen är strimmiga i grönt och vitt.

## Hybrider
Bredkaveldun bildar hybrider med andra arter där de möts. Hybriden med smalkaveldun (T. angustifolia) har fått namnet Typha ×glauca Godron och hybriden med sydkaveldun (T. domingensis) har fått namnet Typha ×provincialis A. Camus.

## Andra namn

### Bygdemål
| Namn           | Trakt                    | Referens    | Anmärkning                                   |
| -------------- | ------------------------ | ----------- | -------------------------------------------- |
| Backjebliomma  | Dalarna (Mora)           | [ 1 ]       |                                              |
| Cigarrer       |                          | [ 2 ]       |                                              |
| Duneman        | Skåne, Västergötland     | [ 1 ] [ 3 ] |                                              |
| Dunamannar     | Halland                  | [ 3 ]       |                                              |
| Dunhammare     | Blekinge                 | [ 1 ]       |                                              |
| Dunastockar    | Gotland                  | [ 3 ]       | Förväxla ej med byggnadstermen dunstock      |
| Dunstockar     | Gotland                  | [ 1 ]       | Förväxla ej med byggnadstermen dunstock      |
| Dunkjävle      | Småland, Västergötland   | [ 4 ]       | Gäller även smalkaveldun, Typha angustifolia |
| Dyneman        | Skåne                    | [ 3 ]       |                                              |
| Gulnacke       | Södermanland (Södertörn) | [ 1 ]       |                                              |
| Folungefötter  | Värmland                 | [ 1 ]       |                                              |
| Kabbar         | Närke, Södermanland      | [ 1 ] [ 3 ] |                                              |
| Kabbeleka      | Västergötland            | [ 1 ]       |                                              |
| Kabbört        |                          | [ 2 ]       |                                              |
| Kasedun        |                          | [ 2 ]       |                                              |
| Kasgubbe       | Uppland                  | [ 5 ]       | Gäller även smalkaveldun, Typha angustifolia |
| Kasklubb       | Uppland                  | [ 3 ]       |                                              |
| Kaveldun       | Gotland, Västergötland   | [ 1 ] [ 3 ] |                                              |
| Klubbgräs      |                          | [ 2 ]       |                                              |
| Klådblomster   | Dalarna (Orsa)           | [ 1 ]       |                                              |
| Krutläskare    |                          | [ 2 ]       |                                              |
| Narrkolvar     |                          | [ 2 ]       |                                              |
| Näcktuppor     | Dalarna (Gagnef)         | [ 1 ]       |                                              |
| Påsktuppor     | Dalarna (Leksand)        | [ 1 ]       |                                              |
| Smörfånga      | Norrland                 | [ 1 ]       |                                              |
| Stabb-blomster | Västergötland            | [ 1 ]       |                                              |
| Torskblomma    | Dalarna (Lima)           | [ 1 ]       |                                              |
| Trimjölksgräs  | Ångermanland             | [ 1 ]       |                                              |

### Synonymer
- Massula latifolia (L.) Dulac
- Typha ambigua Schur ex Rohrb.
- Typha angustifolia A. Rich. nom. illeg.
- Typha angustifolia var. elongata (Dudley) Wiegand
- Typha baetulona anon. felstavat
- Typha bethulona Costa
- Typha caspica Pobed.
- Typha crassa Rafinesque
- Typha elatior Bor, 1833
- Typha elatior Rafinesque
- Typha elongata Dudley
- Typha engelmannii A.Braun ex Rohrb.
- Typha intermedia Schur
- Typha latifolia L.
- Typha latifolia f. ambigua (Sonder) Kronf.
- Typha latifolia f. divisa Louis-Marie
- Typha latifolia var. elongata Dudley
- Typha latifolia ssp. eulatifolia Graebn.
- Typha latifolia var. obconica V.P.Tkachik
- Typha latifolia var. typica Fiori
- Typha major Curt.
- Typha media Pollini nom. illeg.
- Typha palustris Bubani
- Typha pendula Fisch. ex Sond.
- Typha remotiuscula Schur
- Typha spathulifolia Kronfeld